# Haus zum Neuen Ochsen
La Haus zum Neuen Ochsen ("Casa del bue nuovo") è un edificio storico a Gais. È classificato dal governo svizzero come bene culturale di importanza nazionale.

## Storia

Cartolina del XIX secolo che promuove le terapie a base di latte. La Haus zum Neuen Ochsen è visibile sulla sinistra

L'edificio fu fatto costruire da Samuel Heim nel 1796 per ospitare un centro di cure al siero di latte, all'epoca molto rinomate e che diedero alla cittadina una reputazione internazionale. La realizzazione viene attribuita a Konrad Langenegger. Verso la fine degli anni 1840, Heiden cominciò a soppiantare la cittadina come meta di cura, segnando l'inizio di un lento declino, fino alla chiusura nel 1901 del Neuen Ochsen come centro di terapie.

## Descrizione
Collocato nella piazza principale di Gais, il palazzo si caratterizza per la sua struttura a graticcio intonacato, per le sue finestre guelfe e per la sua cupola. Le due ali del tetto a padiglione si congiungono in un angolo retto, al centro del quale si erge una torretta con una calotta a otto lati e una lanterna. Nella parete sud è presente un portale ad arco tondo stile rococò con una cornice ad archivolto in pietra arenaria, un architrave ondulata intagliata nel legno e una griglia simmetrica della lunetta anch'essa intagliata nel legno. La porta posteriore a due ante è in legno di quercia.